# Perissoneura
Perissoneura is een geslacht van schietmotten van de familie Odontoceridae.

## Soorten
- P. chrysea L Navas, 1922
- P. paradoxa R McLachlan, 1871